# Gerson Lima
Gerson Lima (Jalapa, Guatemala, 11 de noviembre de 1992) es un futbolista guatemalteco. Conocido por anotar uno de los goles de la Selección de Guatemala que les dio la clasificación al Mundial de Fútbol. Juega como delantero en el club Deportivo Mictlán de la Primera División de Guatemala. 

## Selección nacional

### Participaciones en Copas del Mundo
| Mundial                     | Sede     | Resultado        | Partidos | Goles |
| --------------------------- | -------- | ---------------- | -------- | ----- |
| Copa Mundial Sub-20 de 2011 | Colombia | Octavos de final | 4        | 0     |

## Clubes
| Club                   | País      | Año         |
| ---------------------- | --------- | ----------- |
| Deportivo Jalapa       | Guatemala | 2008 - 2011 |
| Xelaju Mario Camposeco | Guatemala | 2011 - 2012 |
| Tigres del Jumay       | Guatemala | 2012 - 2013 |
| Deportivo Mictlán      | Guatemala | 2014 - 2016 |
| Deportivo Guastatoya   | Guatemala | 2016        |
| Deportivo Achuapa      | Guatemala | 2018 - 2019 |
| Deportivo Catocha      | Guatemala | 2019        |
| Deportivo Achuapa      | Guatemala | 2019 - 2021 |
| Deportivo Mictlán      | Guatemala | 2021        |

### Campeonatos nacionales
| Título                               | Club                   | País      | Año  |
| ------------------------------------ | ---------------------- | --------- | ---- |
| Liga Nacional de Fútbol de Guatemala | Deportivo Jalapa       | Guatemala | 2009 |
| Liga Nacional de Fútbol de Guatemala | Xelaju Mario Camposeco | Guatemala | 2012 |